# Deep South (album)
Deep South è il sesto album in studio del cantante di musica country statunitense Josh Turner, pubblicato nel 2017.

## Tracce
1. Deep South – 3:56
2. All About You – 3:30
3. Hometown Girl – 3:35
4. Beach Bums – 3:52
5. Southern Drawl – 3:44
6. Where the Girls Are – 3:12
7. Never Had a Reason – 4:03
8. Wonder – 4:30
9. One Like Mine – 3:17
10. Lay Low – 4:22
11. Hawaiian Girl (f/ Ho'okena) – 3:38